# Masserie fortificate di Altamura
Le masserie fortificate sono nate principalmente per garantire la difesa del territorio circostante. Alcune masserie sono state dotate di torri e fossati anche molto tempo dopo la loro costruzione, a causa del susseguirsi di attacchi da parte dei briganti.
Nel territorio di Altamura si contano svariate masserie fortificate. Tra le più importanti:

## Masseria Marinella (ex Melodia)
Il complesso dell'antica Masseria Marinella, ex Melodia, si colloca tra Altamura e Matera e rappresenta la testimonianza di un insediamento rurale con annessa residenza, che presenta elementi di elegante fattura ed un notevole valore paesaggistico.

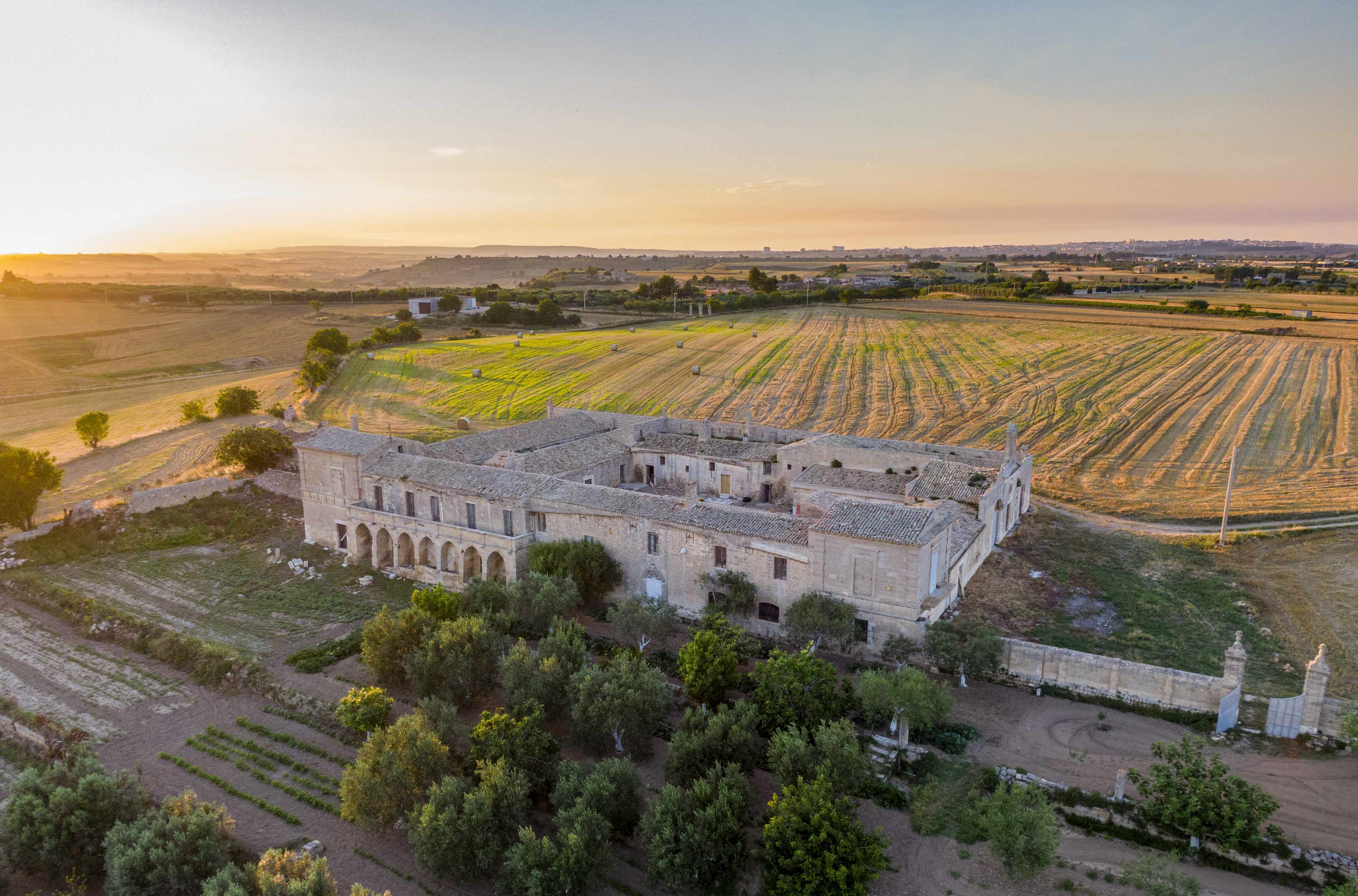
Masseria Marinella (ex Melodia)

Le sue origini sono antecedenti al XVIII secolo come dimostra anche la presenza di una torre a pianta circolare a qualche decina di metri dal corpo di fabbrica principale.
Le prime testimonianze documentarie riportano alla ricca famiglia dei Martini. In particolare al dottor Vincenzo Martini (1630-1704) che nel dicembre del 1656 ottenne la nobiltà dal re di Spagna Filippo IV d'Asburgo. Successivamente la masseria venne ereditata dalla famiglia Melodia. Il complesso diventò parte dei possedimenti della famiglia di Tommaso Melodia, sindaco di Altamura tra 1867 e 1869, insignito dell'onorificenza di Commendatore dell'Ordine della Corona d'Italia. Nel 1960 i fratelli Melodia, in qualità di proprietari e la loro mamma, Teresa Tresca, in qualità di coniuge superstite, usufruttaria in parte, vendettero ai fratelli Pasquale, Vitantonio e Nicola Francesco Moramarco la masseria e i terreni circostanti al prezzo di 6 milioni di lire.
L'importanza di questo insediamento è testimoniata dall'esistenza dell'omonima stazione ferroviaria della linea Bari-Matera costruita nel 1915 che sembrerebbe correlata all' attività politica di Nicola Melodia, figura di spicco della società altamurana. Questi infatti fu deputato e senatore della Repubblica a partire dal 1892, durante il primo governo di Giolitti.
Il complesso presenta vaste dimensioni ed è caratterizzato da elementi originali rispetto ad altri insediamenti rurali del territorio altamurano come l'imponente terrazza su arcate a sesto acuto in pietra che caratterizza il fronte. La Masseria presenta un impianto del tipo a corte e si sviluppa attraverso l'annessione di più corpi di fabbrica secondo uno schema di forma rettangolare: il prospetto est, oltre a stalle e depositi, presenta una cappella dal semplice partito architettonico, con terminazione a timpano su cui svetta il campanile a vela. La cappella presenta un semplice altare di stile riferibile al periodo neoclassico ubicato nella zona del presbiterio, rialzata e coperta da volta a botte. Vi sono depositi, ambienti funzionali e alloggi dei coloni separati dalla casa padronale che si sviluppa prevalentemente sul fronte sud e presenta caratteristiche di elegante fattura. Il fronte è caratterizzato da una terrazza sorretta da sette archi a sesto acuto in pietra, su cui si affacciano le finestre dei vani di rappresentanza, coperti da una volta a crociera decorata con stucchi dorati. Inoltre gli ampi terreni che la circondano erano adibiti all'agricoltura; a sud infatti sono organizzati secondo un sistema di terrazzamenti coltivati ad uliveto e ad orti che declina verso la vallata. A est invece del complesso principale è ancora esistente la struttura in pietra a secco che rappresenta il tipico "Jazzo" dell’Altopiano Murgiano.

## Masseria Calderoni
Questa masseria costituisce un esempio di masseria da campo, vale a dire una masseria costruita per la gestione di poderi agricoli, e non per ospitare il bestiame; come testimonia l'assenza di recinti e jazzi, elementi caratteristici negli altri tipi di masserie. L'edificio, risalente al 1530 circa, fu costruito da un non meglio conosciuto ordine religioso. In seguito la masseria fu acquistata dalla famiglia Calderoni di Gravina in Puglia che nel XVII secolo (1620 ca) ampliò sensibilmente la masseria e che nel 1758 riadattò la stalla principale. L'abitazione padronale e la cappella presentano affreschi risalenti al XVII secolo. Il complesso è composto da tre edifici, che delimitano su tre lati un cortile. L'edificio principale era utilizzato come abitazione padronale, e presenta ancora oggi alcuni elementi, che dovevano concorrere alla difesa della masseria, come il torrino centrale, sormontato da una cupola con quattro feritoie; e una garitta pensile, anch'essa dotata di feritoie. Inoltre anche i muri a secco attorno alla masseria (alti cinque metri e larghi tre) potevano essere utili in caso di eventuale attacco nemico. Sul lato sinistro dell'abitazione principale è presente un altro edificio, con un piano terra che serviva come abitazione dei braccianti stagionali, e un piano superiore usato come casa del fattore. A fianco di questo fabbricato vi è poi il forno, in cui si cuoceva il pane necessario per l'uso interno. Sul lato sinistro dell'abitazione padronale si trova invece un edificio più basso, a un piano, usato come stalla e deposito agricolo e rimessa.

## Masseria Santa Teresa
La masseria Santa Teresa sorge a Nord-Ovest rispetto all'abitato di Altamura, poco distante dalla zona di Parisi vecchia. Il complesso attualmente visibile risale agli anni a cavallo tra il Cinquecento e il Seicento, ma l'area era senza dubbio utilizzata in tempi più remoti, come attesta la presenza di una neviera per la raccolta della preziosa neve in inverno e di grotte ormai chiuse dove si collocavano pozzi, cucine, cantine, cunicoli. La masseria fu acquistata nella prima metà del Seicento dai frati Carmelitani Scalzi giunti in quegli anni ad Altamura, appartenenti all'ordine di Santa Teresa d'Avila, vissuta nel Cinquecento, e con l'abolizione delle feudalità nell'Ottocento, passò alla famiglia dei conti Sabini di Altamura.

## Masseria De Angelis
Il nucleo più antico, vale a dire l'abitazione dei fattori e la maggior parte degli edifici produttivi, fu costruito probabilmente all'inizio del XVII secolo, anche se le addizioni più importanti, tra cui la residenza patronale, risalgono al 1893. Questa masseria da campo, quindi destinata alla gestione di poderi agricoli, era complementare alla masseria da pecora “Corte Cicero”, che si trovava nella medesima proprietà della famiglia Viti di Altamura.

## Masseria Dominante
Il complesso serviva probabilmente come residenza di campagna per ricchi. Il corpo centrale, l'abitazione, si colloca in posizione sopraelevata rispetto agli altri manufatti. Essa si distingue per la presenza di uno zoccolo, che la sopraeleva rispetto al terreno; di un torrino centrale, usata come piccionaia, e di aperture murate sul lato destro, che probabilmente conducevano ad ambienti sotterranei (cantine o depositi). A destra di questo fabbricato si trovano altri edifici (che oggi hanno gli ingressi murati), usati come dimore della servitù e come rimesse per carrozze e calessi. A sinistra del corpo centrale invece ci sono: un recinto con muri a secco, una stalla, due stanze usate dai guardiani del bestiame, e un forno.

## Masseria Jesce
La masseria, costruita lungo l'Appia Antica, sul versante meridionale di Murgia Catena, si trova su un terreno abitato fin dal I e II millennio a.C., come testimoniano alcune sepolture collettive portate alla luce alle spalle della masseria. Il nucleo originario dell'odierno fabbricato risale ai secoli XV-XVI e consta di numerosi ampliamenti e adattamenti successivi. Al piano terra vi erano sia ambienti usati come abitazione, sia altri ambienti usati come stalle e depositi; questi ultimi si trovano ad altezze diverse, a causa del dislivello del terreno su cui sorge la dimora. Caratteristiche di questo complesso sono le garitte pensili, usate per scopi difensivi. Nell'insieme, questo processo di trasformazione dell'edificio iniziale ha portato a una struttura originale e atipica in rapporto alle altre masserie.
Il complesso di Jesce consta peraltro di un pregevole insediamento rupestre con struttura ad anfiteatro. Di particolare interesse storico-artistico è la cripta, posta al di sotto della masseria e collegata a quest'ultima, dedicata a San Michele Arcangelo, con affreschi raffiguranti episodi del ciclo mariano (Didaco de Simone, XVII sec.). La Deesis viene invece correntemente attribuita a Giovanni da Taranto (XIV sec.). Alcuni studiosi hanno ipotizzato che fosse esistito in loco un ben più antico cenobio di monaci basiliani (IV sec.).
A partire dal primo Seicento e fino al termine del XIX sec., il complesso di Jesce appartenne ai De Mari (di origine napoletana, XV-XVI sec., ramo cadetto dell'omonimo e ben più antico casato genovese, ivi stabilitasi con Mons. Gio. Geronimo, nominato arciprete mitrato della locale Chiesa Palatina, e suo fratello Floriano, uomo d'arme) i quali la vincolarono a fedecommesso. Ciò è testimoniato anche dalle principali fonti iconografiche in loco: l'epigrafe posta nella cripta (in ricordo dei lavori di restauro commissionati da Fulviano o Floriano II De Mari) e il grande affresco sulla volta del salone centrale (pianterreno) raffigurante un tritone e un drago, ovvero un S.Giorgio e drago (verosimilmente allusivo all'origine ligure della famiglia).

## Masseria Marvulli
Il complesso, che sorge in una zona detta "Murgia Parisi Vecchio", è costituito da una masseria fortificata e da una cappella, costruita per permettere ai contadini di assistere alle funzioni religiose dei giorni festivi senza allontanarsi dai campi. La masseria presenta l'unico ingresso sul lato sud, sormontato da un arco a tutto sesto e da una caditoia, che serviva per colpire i nemici, stando allo stesso tempo al riparo. Le finestre sono concentrate al primo piano, dove probabilmente risiedeva il proprietario; mentre se ne trovano poche al piano terra, sempre per ragioni difensive. Attorno alla masseria, oltre alla cappella, si trovano numerosi jazzi (insiemi di recinti con muri a secco, costruiti per proteggere il bestiame). La cappella si caratterizza per la presenza di cavità sotterranee, usate come depositi.

## Masseria Solagne
La masseria, che sorge nella zona detta "Murgia Sant'Elia" in origine era probabilmente destinata a ricovero per le pecore, ma successivamente vi sono stati aggiunti altri edifici ad uso abitativo ed agricolo. Nell'edificio principale il piano terra era destinato alla lavorazione casearia e a deposito agricolo; mentre il primo piano era usato come abitazione da parte del proprietario. La caratteristica principale di questo manufatto è però il torrino (usato come piccionaia), provvisto anche di merli e che permetteva di controllare la zona circostante. Sul lato destro della costruzione si trovavano manufatti destinati al ricovero del bestiame. Sul lato destro invece c'erano le dimore di pastori e lavoratori stagionali; delle stalle; e un pagliaio, cioè un ambiente utilizzato come deposito della paglia. Lo jazzo invece, la parte più antica di questa masseria, era distaccato rispetto a questo gruppo di edifici. Questa masseria infatti nacque come masseria per pecore, lungo un tratturo usato durante la transumanza: tale uso è testimoniato dalla presenza di dimore per pastori, e di ambienti destinati all'abitazione del funzionario, che riscuoteva le tasse legate all'uso della masseria.

## Masseria Laudati
Questa masseria si caratterizza soprattutto per la presenza di una cappella con una volta a stella ornata da una croce di Malta con punte a coda di rondine e lo stemma della famiglia Laudati (un leone rampante) in posizione centrale. Sul fianco occidentale della cappella si trova il fabbricato principale del complesso, costruito nel Settecento, ma modificato nell'Ottocento, con l'aggiunta di fabbricati che chiudono la corte, mentre fu costruito un portale d'ingresso con arco. Esso deriva il suo disegno originario dal modello della masseria Jesce.